# Mozart-Denkmal (Sevilla)

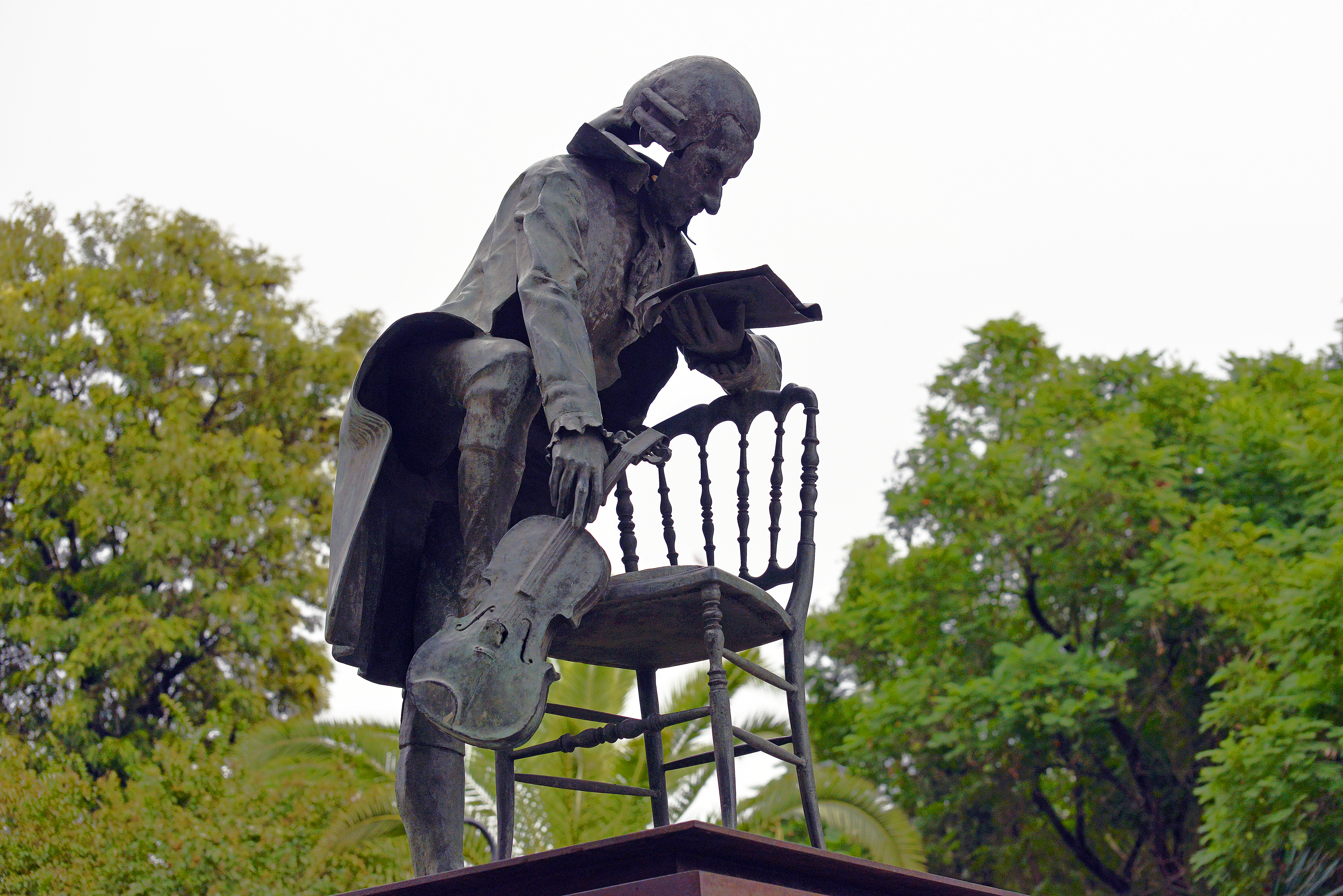
Mozart-Denkmal in Sevilla

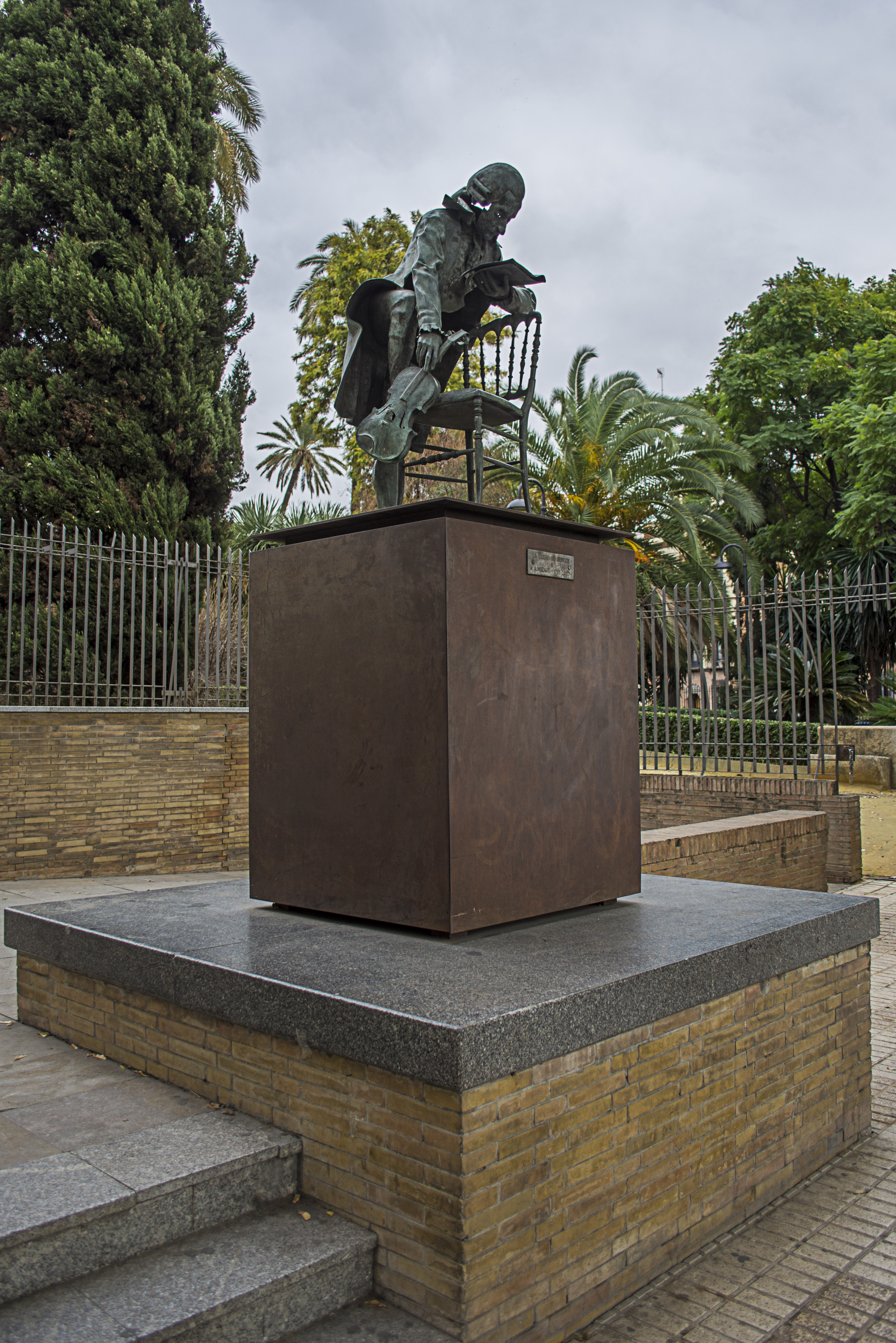
Gesamtansicht

Das Mozart-Denkmal in Sevilla in Spanien ist eine Bronzeskulptur, die den österreichischen Komponisten Wolfgang Amadeus Mozart (1756–1791) darstellt.

## Geschichte
Im Dezember 1991 wurde die Bronzestatue von Wolfgang Amadeus Mozart, die der Maler und Bildhauer Ronaldo Campos geschaffen hatte, neben der Hauptfassade des Teatro de la Maestranza in Sevilla eingeweiht. Zum Aufstellungsort des Denkmals wurde erläutert, dass Sevilla aufgrund der Mozart-Opern Die Hochzeit des Figaro und Don Giovanni, die beide in Sevilla spielen, eine besondere Beziehung zu Mozart hat. An dem  Tag, an dem das Denkmal eingeweiht wurde, wurde in der Kathedrale von Sevilla ein Konzert mit dem Requiem von Mozart aufgeführt.

## Beschreibung
Das Denkmal befindet sich auf einem einfachen, quadratischen Sockel. Als Material für die Skulptur wurde Bronze verwendet. Mozart trägt eine Perücke und ist mit einem offenen Gehrock bekleidet. In der rechten Hand hält er eine Violine, in der linken einige Notenblätter, auf die er schaut. Mit dem linken Ellenbogen stützt er sich auf einer kunstvoll geschnitzten Stuhllehne ab. Das rechte Bein ist auf der Sitzfläche des Stuhls abgestützt.